# دودونا ۳۸۲
سیارک ۳۸۲ (به انگلیسی: 382 Dodona، نامگذاری:1894AT) سیصد و هشتاد و دومین سیارک کشف شده‌است که در ۲۹ ژانویه ۱۸۹۴ و در نیس کشف شد.
قدر مطلق سیارک برابر ۸٫۷۷ است.